# Вісунарат
Вісунарат (лаос. ພະເຈົ້າວິຊຸນນະລາດ; 1465–1520) — шістнадцятий правитель королівства Лансанг.
Зійшов на престол 1500 року, поваливши свого племінника, 15-річного короля Сомпху, при якому був регентом і першим міністром.
За його правління було зміцнено мир, що встановився 1480 року після відбиття вторгнення Дайв'єту. Значного імпульсу до розвитку набуло мистецтво, яким опікувався новий правитель, а також широко розповсюджувалась Тгеравада, задля чого зводились храми та перекладались священні тексти лаоською мовою .
Хроніки, в яких згадується Вісунарат, належать до старовинних анналів королівства Лансанг, держав Ланна, Аюттхая та Бірма, й усі вони суперечать одне одному. Зокрема хроніки Лансангу перекладались іншими мовами та тлумачились по різному, що спричинило дискусії з приводу правдивості тих історичних джерел. Більшість дослідників вважають, що до оригінальних текстів навмисне вносились зміни, щоб не висвітлювати ті чи інші події з метою возвеличення власної держави. Окрім того, дослідникам вкрай важко встановити хронологію та чітку послідовність подій і правителів у той період історії королівства Лансанг. Тому події та дати біографії Вісунарата не можуть бути цілком достовірними.

## Біографія
Був молодшим сином короля Чаккапхат Пхаєн Пхаєо, при народженні отримав ім'я Вісун, що означає блискавка. Після зречення Чаккапхата трон зайняв його старший син Суванна Банланґ. Коли до влади прийшов інший брат Вісуна Ла Сен Таї, той був призначений на посаду губернатора В'єнтьяна (1480), а 1491 року став першим міністром двору. 1495 року після смерті Ла Сен Таї Вісун став регентом при 9-річному небожі, королі Сомпху, а коли той досягнув повноліття (1497) — знову став першим міністром.
1500 року Вісун за згоди придворної аристократії повалив свого небожа та сам зайняв престол, узявши собі тронне ім'я Вісунарат. Після того новий король призначив на посади губернаторів у ключових регіонах своїх родичів.
1502 року він наказав перевезти до столиці велику статую Будди Прабанг, що втілювала й від 1359 року зберігалась у храмі поряд із В'єнтьяном. Статую тимчасово помістили у храмі Ват Манором, а потім почалось зведення величної ступи з тектону висотою 40 метрів, вишукано оздобленої й у формі труни, щоб нагадувати людям про швидкоплинність життя. Будівництво завершилось 1504 року, після чого статую урочисто перенесли до нової споруди. Та споруда простояла до 1887 року, коли її спалили під час вторгнення китайських банд, відомих як армія чорного прапора. Статую вдалось урятувати, однак вона втратила свою вишуканість і велич.
У перші роки правління Вісунарата спалахнуло повстання у провінції Кабонг (сучасний Тхакхек) під проводом Кон Кхама, брата дружини короля. Вісунарат наказав тамтешньому губернатору, Пхум Нуа, придушити повстання, що той і зробив. Кон Кхама схопили та привели до короля, він попрохав прощення та став ченцем, а Пхум Нуа став першим міністром королівства.
Окрім іншого, за правління Вісунарата було складено першу відому хроніку від «створення світу» до заснування королівства Лансанг. Автором хроніки став верховний клірик, а рецензентом — сам король. Пізніше хроніку переклали іншими мовами, й невідомо, наскільки точно було передано події та хронологію, що були описані в оригіналі.
Останні роки свого правління Вісунарат провів у В'єнтьяні, звідки легше було тримати під контролем нестабільні південні провінції. Столиця втім залишалась у Муангсуа. 1505 року у короля народився син Будісараджа Кумара, який 1520, після смерті батька, став новим королем, узявши тронне ім'я Потісарат I.